# Soledad del Río
Soledad del Río är en ort i Mexiko.   Den ligger i kommunen San Juan del Río och delstaten Querétaro Arteaga, i den sydöstra delen av landet, 130 km nordväst om huvudstaden Mexico City. Soledad del Río ligger 2 098 meter över havet och antalet invånare är 488.
Terrängen runt Soledad del Río är kuperad norrut, men söderut är den platt. Terrängen runt Soledad del Río sluttar norrut. Runt Soledad del Río är det ganska tätbefolkat, med 179 invånare per kvadratkilometer. Närmaste större samhälle är San Juan del Río, 7,5 km norr om Soledad del Río. I omgivningarna runt Soledad del Río växer huvudsakligen savannskog.